# Podoscypha vespillonea
Podoscypha vespillonea är en svampart som först beskrevs av Miles Joseph Berkeley, och fick sitt nu gällande namn av Boidin & Lanq. 1973. Podoscypha vespillonea ingår i släktet Podoscypha och familjen Meruliaceae.   Inga underarter finns listade i Catalogue of Life.